# Luca Wackermann
Luca Wackermann, né le 13 mars 1992 à Rho, est un coureur cycliste italien.

## Biographie
En 2018, il termine quatrième du Tour du Limousin.

## Palmarès et classements mondiaux

### Palmarès
- 2009
  -  Champion d'Europe sur route juniors
  - Trophée de la ville de Loano
  - 10e du championnat du monde sur route juniors
- 2010
  - 3e du championnat d'Italie sur route juniors
  - 5e du championnat d'Europe sur route juniors
- 2012
  - Coppa Comune di Castiglion Fiorentino
  - 2e de la Coppa del Grano
  - 3e de la Coppa Bologna
- 2016
  - Tour international d'Oranie :
    - Classement général
    - 2e et 3e étapes

  - Tour international de Blida :
    - Classement général
    - 1re et 3e étapes

  - Tour international d'Annaba :
    - Classement général
    - 2e étape

  - 4e étape du Tour d'Azerbaïdjan
  - 1re étape du Grand Prix Abimota
  - 3e du Circuit international d'Alger
- 2018
  - 2e étape du Tour du Limousin
- 2020
  - Tour du Limousin : 
    - Classement général
    - 1re étape

### Résultats sur les grands tours

#### Tour d'Italie
1 participation
- 2020 : non-partant (5e étape)

### Classements mondiaux
| Année           | 2012 | 2013 | 2014 | 2015 | 2016 |
| --------------- | ---- | ---- | ---- | ---- | ---- |
| UCI Africa Tour |      |      |      |      | 7e   |
| UCI Asia Tour   |      |      |      | 142e |      |
| UCI Europe Tour | 474e |      |      | 524e |      |

## Distinctions
- Oscar TuttoBici des juniors : 2009